# بني محرم (المفتاح)

تعديل مصدري - تعديل

بني محرم هي إحدى قرى عزلة الجبر الاعلى بمديرية المفتاح التابعة لمحافظة حجة، بلغ تعداد سكانها 776 نسمة حسب تعداد اليمن لعام 2004.